# Пентазоцин
Пентазоцин (англ. Pentazocine, лат. Pentazocinum) — напівсинтетичний лікарський засіб, що належить до групи опіоїдних анальгетиків, який є похідним бензоморфану. Пентазоцин застосовується як перорально, так і парентерально, внутрішньовенно і внутрішньом'язово. Пентазоцин розроблений у лабораторії компанії «Sterling Drug» в США, запатентований у 1960 році, та схвалений до клінічного застосування в 1964 році.

## Фармакологічні властивості
Пентазоцин — синтетичний лікарський засіб, що належить до групи опіоїдних анальгетиків, та є похідним бензоморфану. Механізм дії препарату полягає в стимулюванні κ-підвидів опіатних рецепторів та у слабкому інгібуванні μ-підвидів опіатних рецепторів. Наслідком цього є блокування міжнейронної передачі больових імпульсів у різних відділах ЦНС, включно з корою головного мозку. При застосуванні пентазоцину спостерігається виражений знеболювальний ефект та змінюється емоційне забарвлення болю. Препарат має дещо нижчий знеболювальний ефект, ніж морфін, проте менше пригнічує дихальний центр, а також при його застосуванні рідше спостерігається запор і затримка сечопуску. Пентазоцин застосовується при вираженому больовому синдромі різного генезу, в тому числі при інфаркті міокарду, та для премедикації перед хірургічними операціями Хоча пентазоцин позиціонується як препарат, при застосуванні якого спостерігається менше побічних ефектів, ніж при застосуванні інших опіатів, зокрема морфіну, при його застосуванні спостерігається поява залежності, не нижчої, ніж після застосування інших опіоїдів. Пентазоцин у деяких країнах нерідко застосовується як рекреаційний наркотик у поєднанні з трипеленаміном або метилфенідатом.

### Фармакокінетика
Пентазоцин швидко й добре всмоктується після перорального застосування, максимальна концентрація в крові при пероральному застосуванні досягається протягом 1—3 годин та 15—60 хвилин після внутрішньом'язового введення. Біодоступність препарату складає лише 20 % у зв'язку з ефектом першого проходження через печінку. Препарат добре (на 60 %) зв'язується з білками плазми крові. Пентазоцин проникає через гематоенцефалічний бар'єр, через плацентарний бар'єр, та виділяється в грудне молоко. Метаболізується препарат у печінці з утворенням активних метаболітів. Виводиться препарат із організму у вигляді метаболітів переважно із сечею. Період напіввиведення пентазоцину становить 2—3 години.

## Покази до застосування
Пентазоцин застосовується при вираженому больовому синдромі різного генезу, а також для премедикації перед хірургічними операціями.

## Побічна дія
При застосуванні пентазоцину можуть спостерігатись наступні побічні ефекти:
- Алергічні реакції та з боку шкірних покривів — дерматит, свербіж шкіри, синдром Лаєлла, гіпергідроз.
- З боку травної системи — запор, сухість в роті, нудота, блювання, жовчева коліка у животі, біль у животі.
- З боку нервової системи — запаморочення, слабість, сонливість, дисфорія, головний біль, порушення мислення, міоз, дезорієнтація, галюцинації, порушення чіткості зору, тремор,парестезії, підвищення внутрішньочерепного тиску.
- З боку серцево-судинної системи — артеріальна гіпертензія або артеріальна гіпотензія, тахікардія.
- З боку дихальної системи — пригнічення дихання.
- З боку сечостатевої системи — затримка сечі.
- Місцеві реакції — інфільтрація тканин або трофічні зміни в місці ін'єкції.

## Протипокази
Пентазоцин протипоказаний при підвищеній чутливості до препарату, підвищенні внутрішньочерепного тиску, черепно-мозкових травмах, сплутаності свідомості, схильності до судом, дітям віком до 6 років.

## Форми випуску
Пентазоцин випускається у вигляді ампул по 1 мл 3 % розчину, таблеток по 0,05 г, а також у вигляді комбінованих препаратів з налоксоном і парацетамолом.